# Mavri
Mavri so prvotno nomadsko berbersko ljudstvo v Severni Afriki, ki so se v 7. stoletju spreobrnili v muslimansko vero. 

## Zgodovina
Poimenovanje ima svoje korenine v zgodovinskem Mavrskemu kraljestvu v Mavretaniji, katerega zadnji kralj Bokhus II. je moral prepustiti oblast rimskemu cesarju Oktavijanu, tako da je leta 33 pr. n. št. postalo del rimskega imperija kot provinca Mavretanija, ki se je večinoma nahajala v sedanjem Maroku in v zahodni Alžiriji. 
Poimenovanje Mauri so Rimljani uporabljali za vse nerimske domorodce v Severni Afriki, katerim so vladali lastni vladarji, vse do 3. stoletja našega štetja.

### Srednji vek
V Srednjem veku so Evropejci z imenom Mavri zaradi nepoznavanja kar na splošno poimenovali vse muslimanske naseljence v Severni Afriki pa tudi drugod (na Iberskem polotoku in na Siciliji), posebej pa še tiste s temnejšo barvo kože, negroide ali kar na splošno vse prebivalce afriškega dela Omajadskega kalifata.
Muslimani (in med njimi Mavri) so Iberski polotok zavzeli v zgodnjem srednjem veku, natančneje leta 711, ko so prepluli Gibraltarsko ožino,  porazili  Vizigotsko kraljestvo ter na delu današnje Portugalske ter južne Španije do Pirenejev ustanovili Kordobski kalifat, ki so ga nasledile Taife.
Leta 721 so tudi na drugi strani Pirenejev vdrli na ozemlje, ki danes sodi pod Francijo. Leta 732 je v bitki pri Poitiersu španske Arabce premagal Karel Martel in zaustavil njihovo prodiranje v Francijo. Karel Martel je tako postal znan kot rešitelj Zahoda, konec arabske nadvlade pa je bil šele ob koncu rekonkviste leta 1492, ki je tudi ena od mogočih letnic za končanje srednjega veka na Pirinejskem (Iberskem) polotoku.